# Deipyle
Deipyle (altgriechisch Δηιπύλη Dēipýlē) ist eine Figur der griechischen Mythologie. Sie gilt als Tochter des Adrastos von Argos und dessen Gattin Amphithea. 
Ein Orakel weissagte dem König von Argos, dass diese seine Tochter für einen Eber bestimmt sei. Als nun Tydeus nach Argos kam und zur Erinnerung an die Jagd auf den kalydonischen Eber die entsprechenden Trophäen trug, glaubte Adrastos die Prophezeiung erfüllt und gab sie Tydeus, einem Sohn des Oineus, zur Frau. Sie gebar ihren gemeinsamen Sohn Diomedes, einen Helden von Troja.